# جيسي آن سكوت
جيسي آن سكوت (بالإنجليزية: Jessie Ann Scott)‏ هي طبيبة نيوزيلندية، ولدت في 1883، وتوفيت في 1959.